# 沈兼士 (1906年)
沈兼士（1906年8月18日—1991年2月15日），江蘇東台人，1931年考取国民政府考试院举行的第一届高等考试，曾任江苏泗阳县长，後又任職於江苏省政府及考试院铨叙部。1949年去香港，在光夏学院擔任文史系系主任。1954年至台灣，重新在考試院任職，同時擔任台湾大学兼任教授，在台大政治系教《资治通鉴》和应用文。

## 著作
- 《改进中国吏治刍议》
- 《中国考试制度史》
- 《应用文举隅》